# Linares (Salas)
Linares (oficialmente en asturiano: Llinares) es una parroquia del concejo español de Salas, en la comunidad autónoma de Asturias.

## Toponimia
Se ha sugerido que el nombre puede provenir del cultivo de lino en la zona.

## Geografía
Su superficie es de 7,68 km². Su templo parroquial se dedica a San Miguel Arcángel.
En la zona denominada Las Cogollas se ha identificado un castro que sería por su extensión el mayor de todo el término municipal.

## Historia
Hacia mediados del siglo XIX, la parroquia, ya por entonces perteneciente al municipio de Salas, tenía contabilizada una población de 600 habitantes. Aparece descrita en el décimo volumen del Diccionario geográfico-estadístico-histórico de España y sus posesiones de Ultramar de Pascual Madoz con las siguientes palabras:

LINARES (San Miguel): felig. en la prov. y dióc. de Oviedo (7 leg.), part. jud. de Belmonte, ayunt. de Salas (1): sit. á la izq. del r. Narcea, donde la combaten principalmente los aires del N. y goza de clima sano. Tiene unas 100 casas distribuidas en el l. de su nombre y en los de Boria, Estrada, Campa de Abajo, Campa de Arriba, Casona, Cuesta, Escobio, Folguero, San Andrés y Villar. La igl. parr. (San Miguel) está servida por un cura de primer ascenso y patronato de S. M. En el pueblo de San Andrés hay una ermita del mismo nombre, la cual es muy espaciosa, y segun se cree obra de templarios; viéndose hácia el O. los vestigios y fosos de un cast. del tiempo de los moros. Confina el térm. N. Mallecina; E. Camuño; S. Santullano, y O. Priero. El terreno participa de monte y llano, y es de buena calidad: le bañan 2 pequeños r., de los cuales uno nace en la fuente llamada la Jama junto á Priero, y el otro llamado el Barrero en el monte de los Quintos. Atraviesan por esta felig. los caminos que van desde Oviedo á Luarca y á Salas: el correo se recibe en la estafeta de esta última v. 3 veces á la semana. prod.: trigo, escanda, centeno, maiz, habas, castañas, patatas, nueces, peras, manzanas y otras frutas: hay ganado vacuno, caballar y de cerda: caza de liebres, perdices y corzos; y animales dañinos. ind.: la agrícola y molinos harineros. pobl.: 100 vec., 600 alm. contr.: con su ayunt. (V.)
(Madoz, 1847, p. 301)

## Geografía humana

### Organización territorial
La entidad colectiva de población de Linares está compuesta por las siguientes entidades singulares:
- Las Campas
- La Casona
- El Escobio (L'Escobiu)[1]
- La Estrada
- Folgueiro (Folgueiru)[1]
- La Piniella (La Piñella)[1]
- San Andrés
- La Vega (La Veiga)[1]
- Villarín (Villeirín)[1]
- La Bouría
- Villar

### Demografía
En 2023, la entidad colectiva de población de Linares tenía empadronados 65 habitantes.